# 广州圆大厦
广州圆大厦是位於中國广东省广州市的一座地標性建築物，位於荔湾区白鹅潭商务区、珠江江畔。大廈由意大利建築師约瑟夫·迪·帕斯卡利設計，總高度為138米，共有33層，樓面總面積為85,000平方米。大廈興建的全球總投資額約有10億人民幣。大厦为鴻達興業集團的總部和廣東塑料交易所總部所在地。

## 設計
廣州圓大廈呈圓形，中間設有直徑將近50米的圓孔。它是世界上最高的圓形建築物。負責設計的建築師表示，其設計理念考慮到東方人的心態，大廈形狀取玉璧。大廈在珠江形成的倒影與其形成兩個圓形，形似「雙環玉璧」。這一「8」字外形也對中國人有特殊的意義。
2014年，有线电视新闻网将广州圆大厦列入该年度“十大最吸引眼球建筑”。

## 争议
广州圆大厦独特的设计曾引来争议。建筑畅言网2017年第八届中国十大丑陋建筑评选，以“形式附会，倾向拜金，尺度失控，破坏公共环境及城市形象”将广州圆排在榜首。
此外，大厦位置偏僻，所处地方仍未完全开发，交通不便、周边配套缺乏，使其缺乏人气。而广州圆粤语读音近“广州完”，一直受到广东人议论。

## 被拍卖
广州圆的开发商鸿达兴业集团近年来财务状况不佳，2020年开始出现债务违约，导致大厦也受到影响。2022年4月13日，广州农村商业银行在中拍平台发布拟转让债权资产推介，其中鸿达兴业集团是排第一的债务人，广州圆大厦同时出现在抵押物名单上；但相关信息在当晚便被删除。2023年2月，鸿达兴业集团申请破产清算，广州圆亦作为集团的财产遭拍卖处置。